# سيليكات البوتاسيوم
سيليكات البوتاسيوم يشير كيميائياً إلى مجموعة من المركبات اللاعضوية المؤلفة من عناصر السيليكون والأكسجين والبوتاسيوم. لا توجد صيغة واحدة، لأن النسب بين تلك العناصر مختلفة، ويمكن كتابة الصيغة العامة على الشكل K2O·n SiO2، وأكثرها شيوعاً له وحدة الصيغة K2SiO3، والذي يوجد على شكل صلب بلوري أبيض اللون.

## التحضير
يحضر سيليكات البوتاسيوم من تفاعل صهر الرمل مع البوتاس الكاوي:
{\displaystyle {\ce {{\mathit {n}}{SiO2}+2KOH->K2O.{\mathit {n}}{SiO2}+H2O}}}

## الخواص
يوجد المركب في الشروط القياسية على شكل صلب بلوري أبيض، ذي انحلالية جيدة في الماء. للمركب بنية بوليميرية تشترك فيها كل ذرتي سليكون متجاورتين بذرة أكسجين.
بسبب الانحلالية الجيدة في الماء وبسبب البنية البوليمرية لسيليكات البوتاسيوم فهي تعرف أيضاً باسم زجاج الماء.

## الاستخدامات
في مجال البستنة يضاف سيليكات البوتاسيوم قي تركيبة بعض الأسمدة.
على نطاق صناعي يستخدم سيليكات البوتاسيوم للتنظيف وعاملاً لمنع التآكل.